# Rigel I
Il Rigel I è stata una nave traghetto appartenuta alla compagnia di navigazione Ventouris Ferries, ultima proprietaria prima della demolizione.

## Servizio
La nave, costruita presso i cantieri Wärtsilä Åb in Finlandia, e ordinata dalla Silja Line, viene inserita sulla linea tra Turku - Mariehamn e Stoccolma. Svolge per quasi trent'anni servizio nel Mar Baltico fino al 2007, anno della sua vendita alla compagnia Ventouris Ferries. Con la compagnia greca, cambia nome in Rigel e svolge sin da subito la tratta Bari - Durazzo. Nel corso degli anni, svolge stagionalmente anche le linee dal capoluogo pugliese verso Igoumenitsa, Corfù e Zante. Nel 2013, in un'ottica di miglioramento della compagnia, cambia nome e bandiera passando a Rigel I, porto di registrazione: Limassol.
Ad agosto 2021 cambia nome in Roger, per essere demolita nell'ottobre seguente ad Alang (India).

## Altre attività
Nei primi anni di servizio, parallelamente al servizio passeggeri, svolge attività crocieristica riservata a dipendenti delle Agenzie di viaggio tra le località di Turku e Helsinki. Nel periodo natalizio, tale servizio viene effettuato tra Stoccolma - Helsinki.
Nell'aprile del 2011, con altri traghetti, è impegnata nel trasporto di immigrati clandestini tra la Libia, l'Italia e Malta.